# Hot Rocks 1964–1971
Hot Rocks 1964-1971 je kompilacijski album The Rolling Stonesa, prvi koji je objavila izdavačka kuća ABKCO nakon prekida suradnje sa Stonesima. Premda ovaj album nije službeno izdanje grupe, s vremenom je postao najprodavanije izdanje u njihovoj karijeri. 

## Popis pjesama

### Disk 1
1. "Time Is on My Side" – 2:59
2. "Heart of Stone" – 2:49
3. "Play With Fire" – 2:13
4. "(I Can't Get No) Satisfaction" – 3:43
5. "As Tears Go By" – 2:44
6. "Get off of My Cloud" – 2:55
7. "Mother's Little Helper" – 2:44
8. "19th Nervous Breakdown" – 3:56
9. "Paint It, Black" – 3:23
10. "Under My Thumb" – 3:42
11. "Ruby Tuesday" – 3:16
12. "Let's Spend the Night Together" – 3:37

### Disk 2
1. "Jumpin' Jack Flash" – 3:41
2. "Street Fighting Man" – 3:14
3. "Sympathy for the Devil" – 6:18
4. "Honky Tonk Women" – 3:00
5. "Gimme Shelter" – 4:31
6. "Midnight Rambler" (uživo) – 9:14
7. "You Can't Always Get What You Want" – 7:28
8. "Brown Sugar" – 3:49
9. "Wild Horses" – 5:44

## Top ljestvice

### Album
| Godina | Ljestvica            | Pozicija |
| ------ | -------------------- | -------- |
| 1972.  | Billboard Pop Albumi | #4       |
| 1990.  | UK Top 75 Albuma     | #3       |

## Vanjske poveznice
- allmusic.com - Hot Rocks 1964-1971